# Kabinett Eenpalu II
Regierung der Republik Estland unter Ministerpräsident Kaarel Eenpalu (Kabinett Eenpalu II). Amtszeit: 9. Mai 1938 bis 12. Oktober 1939.

## Regierung
Die Regierung Eenpalu war nach offizieller Zählung die 26. Regierung der Republik Estland seit Ausrufung der staatlichen Unabhängigkeit 1918. Sie blieb 522 Tage im Amt.
Am 1. Januar 1938 war nach einer Volksabstimmung eine neue estnische Verfassung in Kraft getreten. Sie sah das Amt eines Ministerpräsidenten vor. Die Regierung wurde durch Erlass Nr. 12 des estnischen Staatspräsidenten Konstantin Päts am 9. Mai 1938 auf Grundlage von § 50 der Verfassung berufen.
Staatspräsident Päts, der 1934 in einem unblutigen Putsch die Macht an sich gerissen hatte, wollte mit der neuen Verfassung und der Ernennung seines Vertrauten Eenpalu zum Ministerpräsidenten einen Übergang seiner Diktator zu einer gelenkten Demokratie mit weiterhin starker Rolle des Staatspräsidenten fördern. Die Parteien blieben allerdings weiterhin verboten.

## Kabinett
| Ressort                 | Name               | Amtszeit                |
| ----------------------- | ------------------ | ----------------------- |
| Ministerpräsident       | Karl Einbund       | 09.05.1938 – 12.10.1939 |
| Außenminister           | Karl Selter        | 09.05.1938 – 12.10.1939 |
| Innenminister           | Richard Veerma     | 09.05.1938 – 12.10.1939 |
| Gerichtsminister        | Albert Assor       | 09.05.1938 – 12.10.1939 |
| Landwirtschaftsminister | Artur Tupits       | 09.05.1938 – 12.10.1939 |
| Bildungsminister        | Aleksander Jaakson | 09.05.1938 – 12.10.1939 |
| Wirtschaftsminister     | Leo Sepp           | 09.05.1938 – 12.10.1939 |
| Kriegsminister          | Paul Lill          | 09.05.1938 – 12.10.1939 |
| Verkehrsminister        | Nikolai Viitak     | 09.05.1938 – 12.10.1939 |
| Sozialminister          | Oskar Kask         | 09.05.1938 – 12.10.1939 |
| Minister                | Ants Oidermaa      | 24.01.1939 – 12.10.1939 |